# Pinus River
Der Pinus River oder Uapushkakamau-shipu (aus der Innu-Sprache) ist ein etwa 135 km langer linker Nebenfluss des Churchill River im zentralen Südosten der Labrador-Halbinsel in der kanadischen Provinz Neufundland und Labrador.

## Flusslauf
Das Quellgebiet des Pinus River bildet ein etwa 440 m hoch gelegenes Seengebiet 135 km westlich von Happy Valley-Goose Bay. Der Pinus River fließt in überwiegend ostsüdöstlicher Richtung. Etwa auf halber Flusslänge durchquert er die beiden Seen Mitshishu-utshishtun und Uapushkakamau. Bei Flusskilometer 4 überquert der Trans-Labrador Highway den Pinus River. Dieser mündet schließlich etwa 44 km oberhalb der Muskrat Falls in den Churchill River.

## Hydrologie
Der Pinus River entwässert ein Areal von etwa 1070 km². Das Einzugsgebiet grenzt im Norden an das des Goose River, im Westen an das des Metchin River und im Südwesten an das des Cache River. Am Pegel 41 km oberhalb der Mündung beträgt der mittlere Abfluss 16,3 m³/s. Im Mai führt der Pinus River gewöhnlich die größte Wassermenge mit im Mittel 62,3 m³/s.

## Tierwelt
Im Flusssystem des Pinus River kommen vermutlich folgende Fischarten vor: Dreistachliger und Neunstachliger Stichling, Bachsaibling, Hecht und Arktischer Stint sowie die Saugkarpfen-Arten Catostomus catostomus (longnose sucker) und Catostomus commersonii (white sucker). Die Muskrat Falls am Churchill River verhindern eine Fischwanderung anadromer Lachse in den Pinus River. Biber, Bisamratte, Amerikanische Wasserspitzmaus und Nordamerikanischer Fischotter nutzen den Fluss als Lebensraum. In den Feuchtgebieten halten sich Wilsonbekassine, Großer Gelbschenkel, Wiesenstrandläufer, Einsiedelwasserläufer, Odinshühnchen und Kleiner Schlammläufer auf.